# Jopie Selbach
Johanna Katarina "Jopie" Selbach, född 27 juli 1918 i Haarlem, död 30 april 1998 i Zoetermeer, var en nederländsk simmare.
Selbach blev olympisk guldmedaljör på 4 x 100 meter frisim vid sommarspelen 1936 i Berlin.